# Cyclatemnus fallax
Cyclatemnus fallax är en spindeldjursart som beskrevs av Beier 1955. Cyclatemnus fallax ingår i släktet Cyclatemnus och familjen Atemnidae. Inga underarter finns listade i Catalogue of Life.